# Стара Нова вас
Стара Нова вас (словен. Stara Nova vas) је насељено место у општини Крижевци, Помурска регија, Словенија.

## Историја
До територијалне реорганизације у Словенији била је у саставу старе општине Љутомер.

## Становништво
У попису становништва из 2011. године, Стара Нова вас је имала 348 становника.
| Број становника према пописима | Број становника према пописима | Број становника према пописима |
| ------------------------------ | ------------------------------ | ------------------------------ |
| 1991                           | 2002                           | 2011                           |
| 353                            | 348                            | 348                            |